# 韦尔日尼
韦尔日尼（法語：Vergigny，法語發音：[vɛʁʒiɲi]）是法国勃艮第-弗朗什-孔泰大区约讷省的一个市镇，属于欧塞尔区。

## 地理
韦尔日尼（47°58'13"N, 3°43'9"E）面积38.01 平方千米，位于法国勃艮第-弗朗什-孔泰大區约讷省，该省份为法国中北部内陆省份，西接卢瓦雷省，西北接塞纳-马恩省，南至涅夫勒省，东临科多尔省，东北与奥布省接壤。
与韦尔日尼接壤的市镇（或旧市镇、城区）包括：圣弗洛朗坦、鲁夫赖、谢于、埃里、利尼勒沙泰勒、蒙圣叙尔皮斯、蓬蒂尼。
韦尔日尼的时区为UTC+01:00、UTC+02:00（夏令时）。

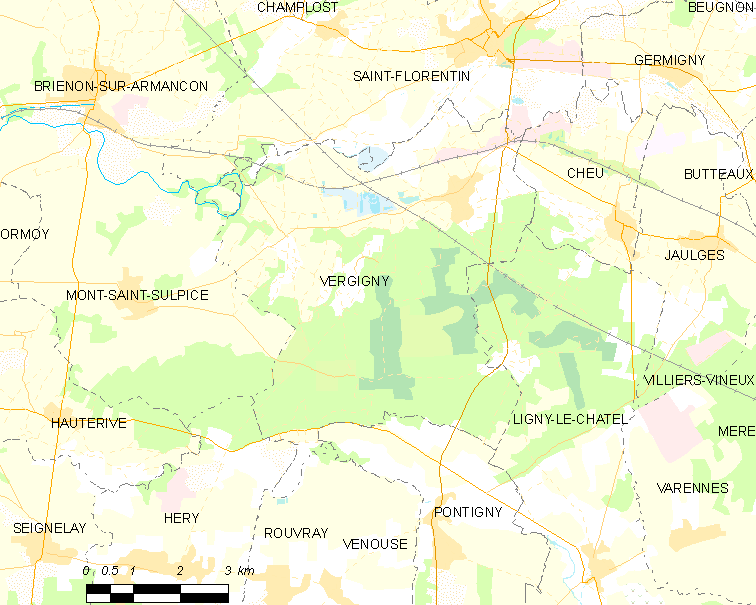
韦尔日尼的OSM定位图

## 行政
韦尔日尼的邮政编码为89600，INSEE市镇编码为89439。

## 政治
韦尔日尼所属的省级选区为圣弗洛朗坦县。

## 交通
法国国道N77线和约讷省省道D43线、D78线、D91线和D203线在韦尔日尼交汇。
法国高速铁路东南线和巴黎－马赛铁路在境内交汇，后者在境内设有圣弗洛朗坦-韦尔日尼站。

## 人口

1962-2008年间韦尔日尼人口变化图示

韦尔日尼于2022年1月1日时的人口数量为1501人。